# Antoine Guédon
 (juillet 2023).
Si vous disposez d'ouvrages ou d'articles de référence ou si vous connaissez des sites web de qualité traitant du thème abordé ici, merci de compléter l'article en donnant les références utiles à sa vérifiabilité et en les liant à la section « Notes et références ».
Antoine Guédon, né le 13 août 1785, Laval en Mayenne, mort le 5 mai 1849 à Laval, est un avocat et homme politique français.

## Biographie

### Carrière professionnelle
Antoine Guédon entre en 1797 à l'école centrale de Laval où il fait ses humanités. Il commence ses études de droit à Laval, où à l'époque un cours de législation était attaché à l'école centrale. Après 2 ans de législation à Laval, il achève ses études à Paris. Peu de temps après, des écoles de droits sont créées à Paris, et il suit les cours de professeurs devenus ses amis tels qu'André Dupin et Jean-Charles Persil. Il se fait remarquer dans les conférences de droit, et rejoint pendant ses études une étude d'avoué pour s'y former à la pratique des affaires.
Nommé en 1812, substitut du procureur impérial auprès du tribunal de première instance de Laval, attaché à la chambre civile. Il conserve son poste pendant la Seconde restauration. Il quitte le ministère public en 1816 pour se livrer tout entier au rôle d'avocat-avoué, où il acquiert une grande réputation.

### Carrière politique
Il est nommé conseiller municipal de Laval, par ordonnance du 20 septembre 1816, puis adjoint au maire les 23 septembre 1832 et 22 juin 1837.
Nommé par ordonnance du gouvernement de la Monarchie de Juillet le 7 janvier 1831, membre du Conseil général de la Mayenne. Il est ensuite élu aux Élections cantonales de 1833 dans la Mayenne. Il est nommé conseiller général du département pour le Canton de Laval-Est, qu'il conserve jusqu'en 1848. 
Il devient président du Conseil général de la Mayenne de 1836 à 1846, où il est remplacé par Paul Boudet. Il est considéré en 1842 par le préfet comme l'homme éminent du département. Domicilié rue Napoléon, il était un propriétaire foncier, imposé à hauteur de 230 francs en 1832. Il échoue contre le candidat légitimiste aux Élections cantonales de 1848 dans la Mayenne.
Il décède à cause de la Troisième pandémie de choléra et est enterré le 7 mai 1849.
Il est chevalier de la Légion d'honneur en 1837. Son portrait a été dessiné et lithographié par Jean-Baptiste Messager.

### Famille
- Antoine Guédon, tanneur  ∞  Anne Dubois
  - Antoine Guédon  ∞  Perrine Louise Marguerite Besnard
    - Joséphine Mathilde Guédon (1797)   ∞  Ernest Le Lasseux